# Mieczysław Nowicki
Mieczysław Paweł Nowicki (26 gennaio 1951) è un ex ciclista su strada polacco.

## Palmarès
- 1972

8ª tappa Vuelta a Cuba (Santa Clara)
- 1973

11ª tappa, 2ª semitappa Tour of Algeria (Bejaïa > Tichi, cronosquadre)
3ª tappa Tour du Loir-et-Cher
4ª tappa Scottish Milk Race (East Kilbride > Leven)
- 1974

7ª tappa Giro di Polonia (Szczyrk > Oświęcim)
- 1975

Classifica generale Scottish Milk Race
- 1976

4ª tappa Dookola Mazowska (Mlawa > Ostroleka)
3ª tappa, Rheinland-Pfalz Rundfahrt
7ª tappa Rheinland-Pfalz Rundfahrt
Classifica generale Rheinland-Pfalz Rundfahrt
- 1977

8ª tappa Tour of Britain (New Brighton > Llandudno)
3ª tappa Rheinland-Pfalz Rundfahrt
- 1978

10ª tappa Giro d'Austria (Vienna > Vienna)

### Altri successi
- 1975

Campionati del mondo, Cronosquadre Dilettanti (con Ryszard Jan Szurkowski Tadeusz Mytnik e Stanisław Szozda)
- 1976

Classifica scalatori Tour de Luxembourg
- 1979

1ª tappa Tour de Wallonie (Peruwelz, cronosquadre)

## Piazzamenti

### Competizioni mondiali
- Campionati mondiali

Montreal 1974 - In linea Dilettanti: 41°
Namur 1975 - Cronosquadre Dilettanti: vincitore
San Cristobal 1977 - Cronosquadre Dilettanti: 3°
- Giochi olimpici

Monaco di Baviera 1972 - Inseguimento a squadre: 4°
Montreal 1976 - In linea: 3°
Montreal 1976 - Cronosquadre: 2°